# Оборона Львова (1769)
Оборона Львова — одна з битв під час Барської конфедерації, що сталася 26 липня 1769 року поблизу Львова.

## Передумови
Після створення наприкінці лютого 1768 року в подільському містечку Барі (нині Вінницька область) унії польсько-литовської шляхти, яка виступила проти впливу Російської імперії в Речі Посполитої, зокрема, досягнутого в середині лютого 1768 року князем Миколою Репніним зрівняння в правах некатоликів («дисидентів»), а також проти «угодівського» короля Станіслава Понятовського на придушення шляхетської конфедерації на прохання останнього були відправлені російські війська. Незважаючи на одночасну російсько-турецьку війну, спровоковану конфедератами, були стрімко взяті Бар, Львів і Краків. В інших частинах Речі Посполитої в цей час палали антишляхетські повстання, в тому числі Коліївщина.
27 травня 1769 року військо конфедератів підійшло до Львова й зайняло передмістя. Очільник барських конфедератів Казимир Пуласький з військом розташувався в єпископському палаці на Святоюрській горі. Польськими королівськими та російськими військами командував тоді комендант Львова полковник Феліціян Коритовський, який відмовився здати місто. У ніч на 2 червня конфедерати кілька разів штурмували львівське середмістя, тричі вдираючись на вали, але були відбиті. 5 червня надійшли свіжі російські сили, і конфедерати відступили від Львова.
На початку липня 1769 року князь Єжи Марцін Любомирський та Адам Парис, розсварившись з іншими вождями конфедератів, залишили зі своїми загонами укріплені табори повстанців у Лупкові та, з'єднавшись з «партією» Філіпа Радзимінського на шляху через Самбір, Яворів, Янів рушили у бік Львова, якого досягли в ніч із 25 на 26 липня. Марцін Любомирський ставив за мету експедиції — захоплення львівського гарнізону урядових військ (піхотний та кавалерійський полки у складі 800 солдатів). Надалі, об'єднавши сили, він планував вирушити або назустріч великопольським конфедератам, або з'єднатися з військами Казимира Пуласького та Францішека Пулавських, які виступили проти нього. Сили конфедератів за різними даними налічували приблизно від 600 до 1000 чоловік та мали 8-10 гармат.

## Початок осади
Прибувши на місце, князь наказав розташувати військо «над Високим замком у бік Зносі», де до світанку встановили 6 гармат. Нижче цього підйому конфедерати заклали дві артилерійські батареї.
Близько 6-ї години ранку 26 липня 1769 року Єжи Любомирський відправив посланця до командувача львівського гарнізону полковника Феліціана Коритовського з вимогою негайно відчинити міську браму. Після відмови останнього артилерія конфедератів почала обстріл комендантського будинку та ратуші. Захисники Львова відкрили вогонь із гармат у відповідь. О 10-й годині було відправлено ще одне посольство. Комендант наказав посланому конфедератами сурмачу повідомити, що він має 10 хвилин, аби залишити міські стіни, і «більше не посилати його, бо він буде покараний пострілом у голову». На тверду позицію Коритовського вплинув підхід із боку Станіслава російської кавалерії (Петрович та Герсіванов), що давало обложеним надію на швидку деблокаду. У відповідь конфедерати обстріляли місто запалювальними снарядами. Під час багатогодинної артилерійської дуелі, що закінчилася близько 13-ї години дня (князь Єжи Любомирський ледь не загинув від гарматного ядра), було підпалено передмістя «від Садиби біля Галицької брами до Єврейської садиби»; але хто підпалив, конфедерати чи захисники, думки сучасників розділилися.
Прагнучи за будь яку ціну досягти успіху, Любомирський запропонував провести штурм за однієї умови: після захоплення міста солдати зможуть його розграбувати. Умова виявилася неприйнятною для Паріса та Радзимінського, і обидвоє категорично відмовилися брати участь у подібній авантюрі.
Російська кіннота капітана Петровича, що підійшла з Наварії, двічі несподівано атакувала тил конфедератів, захопивши вміст обозу князя: литаври, 6 барабанів, боєприпаси та особисту карету. Декілька конфедератів було вбито і взято в полон.

## Наслідки
Загони повстанців почали відходити до Куликова. Козаки спробували ще раз атакувати, але її було зупинено артилерійським вогнем. Капітан Петрович відвів свій загін на кілька кілометрів до Сокільників. Уночі конфедерати вирішили таки припинити бойові дії та остаточно відійти від Львова у бік Жовкви. Для князя Єжи Любомирського це стало кінцем його мрій про тріумф у Львові. Провал акції став причиною наростаючих конфліктів між повстанцями, що зрештою призвело до перетворення армії конфедерації на невеличкі загони.